# Region (podział administracyjny)
Region – najwyższa jednostka terytorialnej organizacji w państwie, bez względu na jego formę prawnoustrojową, o relatywnie dużej powierzchni i znacznej liczbie ludności, jednolita z punktu widzenia gospodarczego, społecznego i kulturowego, w której jest prowadzona odpowiednia do potrzeb polityka gospodarcza, społeczna i kulturalna przez powołane do tego instytucje regionalne. 
Jednostki terytorialne tego typu mogą nosić różne nazwy, np. województwo, okręg, obwód, wspólnota autonomiczna.

## Podział
Wyróżnia się cztery typy prawnoorganizacyjne regionów, mając na uwadze status prawny i zakres zadań instytucji regionalnych:
- region administracyjny – obszar dekoncentracji wybranych funkcji administracji publicznej, wykonywanych przez rządowe instytucje terytorialne;
- region samorządowy – forma decentralizacji administracji państwowej; regiony są jednostkami podziału terytorialnego, w których istnieje samorząd terytorialny;
- region autonomiczny – forma decentralizacji działalności ustawodawczej i administracyjnej państwa, w założeniu nie naruszająca jednolitości państwa;
- region federalny – część składowa państwa federalnego.

Region to także nazwa jednostek podziału administracyjnego w wielu krajach świata:
- Chile,
- Dania,
- Francja,
- Peru.
- Włochy,